# Alfred Niepieklo
Alfred Niepieklo (Castrop-Rauxel, República de Weimar, 1 de junio de 1927 - Castrop-Rauxel, 2 de abril de 2014) fue un futbolista alemán que jugaba en la demarcación de centrocampista.

## Biografía
Debutó como futbolista a los 18 años con el SG Castrop-Rauxel en 1945. Tras seis años fue traspasado al Borussia Dortmund. Jugó durante nueve temporadas en el club, en las que llegó a marcar un total de 125 veces en 200 partidos jugados. Además ganó la Bundesliga en la temporada 1955/1956 y 1956/1957. Finalmente en 1960, tras quince años en la élite, se retiró como futbolista.
Falleció el 2 de abril de 2014 en Castrop-Rauxel a los 86 años de edad.

## Clubes
| Club              | País                | Año         | Partidos | Goles |
| ----------------- | ------------------- | ----------- | -------- | ----- |
| SG Castrop-Rauxel | Alemania Occidental | 1945 - 1951 | ¿?       | ¿?    |
| Borussia Dortmund | Alemania Occidental | 1951 - 1960 | 183      | 107   |

## Palmarés

### Campeonatos nacionales
| Título     | Club              | País     | Año  |
| ---------- | ----------------- | -------- | ---- |
| Bundesliga | Borussia Dortmund | Alemania | 1956 |
| Bundesliga | Borussia Dortmund | Alemania | 1957 |